# Доді Лукебакіо
Доді Лукебакіо (фр. Dodi Lukebakio; нар. 24 вересня 1997, Ассе) — бельгійський футболіст, півзахисник іспанської «Севільї».
Виступав, зокрема, за клуби «Андерлехт», «Тулузу», «Фортуну» (Дюссельдорф) та «Герту», а також молодіжну збірну Бельгії.

## Клубна кар'єра
Народився 24 вересня 1997 року в місті Ассе. Вихованець юнацької команди футбольного клубу «Андерлехт».
У дорослому футболі дебютував 2015 року виступами за команду клубу «Андерлехт», з яким уклав п'ятирічний контракт. У складі пурпурово-білих відіграв лише сезон, взявши участь у 14 матчах чемпіонату. 
Сезон 2016/17 на правах оренди провів у складі французького клубу «Тулуза». Не став винятком і наступний сезон, який також на правах оренди відіграв у складі клубу «Шарлеруа».
30 січня 2018 року перейшов до англійської команди «Вотфорд». 10 лютого дебютував у матчі Прем'єр-ліги проти «Вест Гем Юнайтед», який завершився поразкою його нового клуб з рахунком 0–2.
До складу клубу «Фортуна» (Дюссельдорф) на правах оренди приєднався 23 липня 2018 року. Відіграв за клуб з Дюссельдорфа 31 матч в національному чемпіонаті.
1 серпня 2019 року підписав контракт з клубом «Герта» (Берлін). Перший гол забив у стартовому матчі Бундесліги 2019–20 проти мюнхенської «Баварії», який завершився внічию 2–2.
Частину сезону 2021–22 років провів на правах оренди у складі «Вольфсбургу».
24 серпня 2023, Лукебакіо уклав п'ятирічний контракт з іспанським клубом «Севілья».

## Виступи за збірні
2016 року дебютував в офіційних матчах у складі національної збірної Демократичної Республіки Конго.
Протягом 2017 року залучався до складу молодіжної збірної Бельгії. На молодіжному рівні зіграв у 17 офіційних матчах, забив 4 голи.
У жовтні 2020 року дебютував у складі національної збірної Бельгії за яку наразі провів 25 матчів забивши два голи.